# Енциклопедія наукової фантастики
Енциклопедія наукової фантастики (англ. The Encyclopedia of Science Fiction) — англомовне найавторитетніше та найповніше жанрове друковане та електронне довідкове видання, присвячене науковій фантастиці та фантастиці в цілому, що видається за підтримки Victor Gollancz Ltd.  Перше видання вийшло у 1979 році. З листопада 2011 року вільно доступна розширена та регулярно оновлювана on-line версія видання.

## Історія
Робота над цією працею почалася за ідеєю Пітера Нікколза в 1975 році. Видання позиціює себе як активний, постійно оновлюваний проєкт. Інші співробітники Джон Клют, David Langford і Graham Sleight (Victor Gollancz Ltd.), перше видання вийшло в 1979 році  окремою книгою у видавництві Doubleday. Другий випуск був виданий у 1993 році у видавництві Orbit Books у 4-х томах, а з 1995 року видається - на CD-ROM. На основі  даних на CD-ROM, третє видання, в жовтні 2011 року з'явилося як Інтернет-ресурс, оскільки всеосяжне видання 1993 року (1,3 млн. слів), на думку видавців на цей момент вже досягло межі товарного вигляду. Повторне видання книги не передбачено. За власними даними енциклопедії станом на березень 2017 року вона містить понад 17000 статей загальним обсягом 5,3 мільйона слів. За використання енциклопедією плата не стягується. 

## Зміст
.

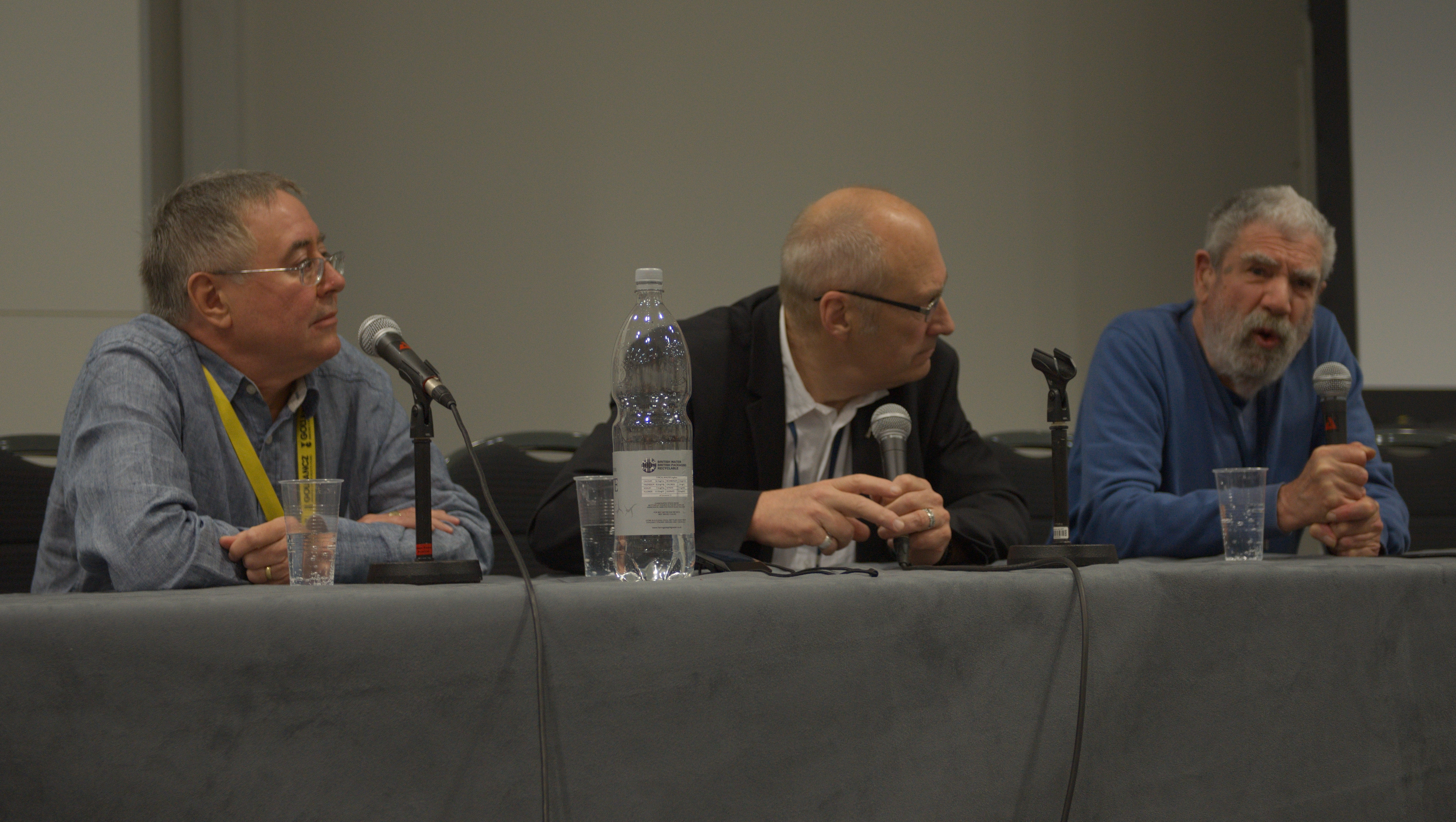
Малкольм Едвардс, Джон Клют і Пітер Нікколз. Обговорення Енциклопедії наукової фантастики на Loncon, Worldcon 2014.

Енциклопедія фантастики містить записи за категоріями по: авторам, темам, термінології, виданням  наукової фантастики в різних країнах, фільмів, програмам телебачення, журналам, фензінам, коміксам, ілюстраторам, книговидавцям, оригінальним антологіям, нагородам, та інш.
Інтернет-видання The Encyclopedia of Science Fiction вийшло у жовтні 2011 року, та включала 12 230 записів, загальною кількістю 3 200 000 слова. Редактори передбачали, що вона по завершенні першого етапу оновлення в кінці 2012 року  буде містити 4 000 000 слів, цей показник був фактично досягнутий у січні 2013 року і досяг 5 000 000 слів в листопаді 2015 року. 

## Нагороди
- 1980 Премія Локус у Категорії „Найкращі науково-популярні книги“
- 1980 Премія Г'юго  у Категорії „Найкращі науково-популярні книги“
- 1993 Премія Британської науково-фантастичної асоціації
- 1994 Премія Г'юго  у Категорії „Найкращі науково-популярні книги“
- 2012 Премія Г'юго  у Категорії „Найкращі роботи“